# Mike Anderson
Pour les articles homonymes, voir Mike Anderson (homonymie) et Anderson.
(en) Statistiques sur pro-football-reference
Mike Anderson, né le 21 septembre 1973 à Winnsboro dans l'État de Caroline du Sud aux États-Unis est un Américain, ayant joué comme professionnel au football américain au poste de running back au sein de la National Football League (NFL).

## Sa jeunesse
Anderson est diplômé de l'école secondaire de Kennard-Dale (High School) du Comté de York en Pennsylvanie où il ne joue pas en compétition.
Après son école secondaire, Anderson intègre pour quatre années l'United States Marine Corps afin d'améliorer ses connaissances tout en espérant pouvoir entamer une carrière militaire,. Au Camp Pendleton avec le Corps des marines, il joue au football américain avec le 11e Régiment des Marines lorsqu'il est repéré par l'entraîneur adjoint de l'équipe de football de Mt. San Jacinto Junior College.

## High school
Anderson est recruté et intègre le Mt. San Jacinto Junior College pendant deux ans. Comme freshman, il aide cette équipe à remporter le L.A. Bowl en gagnant 1 511 yards à la course. Pendant son année sophomore, il est nommé joueur de l'année de l'état de Californie (California State JUCO Player of the Year) après avoir gagné pour son équipe 1 686 yards à la course.

## NCAA
Il est recruté par l'université de l'Utah et joue pendant deux ans pour les Utes de l'Utah en Division 1 FBS de NCAA. Il y côtoiera son futur coéquipier chez les Ravens de Baltimore, le wide receiver star Steve Smith. Anderson termine ces deux années avec le meilleur ration de yards gagné à la course par match de toute l'histoire de l'université (moyenne de 102,4 yards).

### Statistiques NCAA
| Année                | Équipe               | Statut               | MJ |     | Courses | Courses | Courses | Courses |       | Passes réceptionnées | Passes réceptionnées | Passes réceptionnées | Passes réceptionnées |
| Année                | Équipe               | Statut               | MJ | Nb. | Yards   | Moy.    | TD      | Nb.     | Yards | Moy.                 | TD                   |                      |                      |
| 1998                 | Utah                 | Fr.                  | 11 | 244 | 1113    | 12      | 4.8     | 2       | 11    | 5.5                  | 1                    |                      |                      |
| 1999                 | Utes de l'Utah       | So.                  | 10 | 195 | 977     | 10      | 5.0     | 3       | 40    | 13.3                 | 1                    |                      |                      |
| Totaux Carrière NCAA | Totaux Carrière NCAA | Totaux Carrière NCAA | 21 | 439 | 2150    | 22      | 4.9     | 5       | 51    | 10.2                 | 2                    |                      |                      |

## NFL

### Broncos de Denver
Il est sélectionné lors du 6e tour de la draft 2000 de la NFL par les Broncos de Denver. Il y jouera cinq saisons et y établira plusieurs records de la franchise toujours inégalés en saison 2017.
Lors de sa première saison en 2000, il gagne 1 487 yards à la course et est désigné NFL Offensive Rookie de l'année 2000 par l'Associated Press
Le 3 décembre, lors du match chez les Saints de La Nouvelle-Orléans, il établit plusieurs records de sa franchise avec 37 courses pour un gain de 251 yards et 4 touchdowns. Pendant cette saison, il réalise des matchs avec des gains à la course de 187 yards et de 195 yards. Il est le seul rookie (débutant) de l'histoire de la NFL avec trois matchs à plus de 175 yards. Les années suivantes, les conséquences d'une déchirure aux deux muscles de l'aine (occasionnée en bloquant sur un retour de punt en fin d'un match de pré-saison) l'ennuie fortement et l'empêche de jouer la saison 2004. La saison 2005 est très bonne pour lui puisqu'il gagne 1 014 yards à la course en 15 matchs. Avec une seconde saison à plus de 1 000 yards, Anderson établi plusieurs records de l'ère moderne de la NFL (la plus longue période entre deux saisons comme meilleur coureur de son équipe, la plus longue période entre la première et la seconde saison à plus 1 000 yards à la course pour le joueur, et le plus grand nombre de saisons s'étant déroulées entre les saisons à plus de 1 000 yards sans avoir de saison intermédiaire dépassant cette distance.).
Le 1er mars 2006, afin d'éviter le dépassement du salary cap, Anderson est remercié par les Broncos.
Jusqu'au début de la saison 2017, Mike Anderson détenait au moins onze records de la franchise des Broncos dont :
- Nombre de courses : 297 courses en 2000 lors de sa saison rookie dont 37 courses sur un match comme rookie (le 3 décembre 2000 chez les Saints, record détenu à égalité avec Olandis Gary (en));
- Nombre de yards gagnés à la course en 1 match : lors d'un match également match joué comme rookie, 251 yards le 3 décembre 2000 chez les Saints;
- Nombre de TDs inscrits à la course : 15 TDs lors de sa saison rookie en 2000;
- Plus grand nombre de TDs sur un match : 4 TDs sur un match (à égalité avec Clinton Portis), le 3 décembre 2000 chez les Saints;
- Plus grand nombre de yards gagnés à partir de la ligne de scrimmage : 256 yards sur un seul match et sur un match joué comme rookie (à égalité avec Clinton Portis°, le 3 décembre 2000 chez les Saints;
- Match avec + de 2 TDs inscrits : 5 lors de sa saison comme rookie season (à égalité avec Clinton Portis);
- Match avec + de 3 TDs inscrits : 1 lors de sa saison rookie (à égalité avec Jon Keyworth (en), Terrell Davis, et Clinton Portis).

### Ravens de Baltimore
Le 12 mars 2006, Anderson et les Ravens de Baltimore trouvent un accord pour le saison 2006, il n'était considéré que comme troisième running back de la franchise derrière Jamal Lewis et Musa Smith. Il termine la saison avec un bilan de 39 courses pour un gain de 143 yards, inscrivant 1 TD, réussissant également neuf réceptions pour un gain supplémentaire de 54 yards. Le 7 février 2008, il est libéré par les Ravens et il décide de mettre un terme à sa carrière.

### Statistiques NFL
| Année                     | Équipe                    | MJ |     | Courses | Courses | Courses | Courses |       | Passes réceptionnées | Passes réceptionnées | Passes réceptionnées | Passes réceptionnées |  | Fumbles | Fumbles |
| Année                     | Équipe                    | MJ | Nb. | Yards   | Moy.    | TD      | Nb.     | Yards | Moy.                 | TD                   | Nb.                  | Perdus               |  |         |         |
| 2000                      | Broncos de Denver         | 16 | 297 | 1 487   | 5       | 15      | 23      | 169   | 7,3                  | 0                    | 4                    | 0                    |  |         |         |
| 2001                      | Broncos de Denver         | 16 | 175 | 678     | 3,9     | 4       | 8       | 46    | 5,8                  | 0                    | 1                    | 0                    |  |         |         |
| 2002                      | Broncos de Denver         | 15 | 84  | 386     | 4,6     | 2       | 18      | 167   | 9,3                  | 2                    | 2                    | 1                    |  |         |         |
| 2003                      | Broncos de Denver         | 12 | 70  | 257     | 3,7     | 3       | 12      | 53    | 4,4                  | 2                    | 2                    | 1                    |  |         |         |
| 2005                      | Broncos de Denver         | 15 | 239 | 1 014   | 4,2     | 12      | 18      | 212   | 11,8                 | 1                    | 2                    | 0                    |  |         |         |
| 2006                      | Ravens de Baltimore       | 16 | 39  | 183     | 4,7     | 1       | 9       | 54    | 6                    | 0                    | 0                    | 0                    |  |         |         |
| 2007                      | Ravens de Baltimore       | 8  | 15  | 62      | 4,1     | 0       | 4       | 26    | 6,5                  | 0                    | 2                    | 0                    |  |         |         |
| Totaux Carrière Denver    | Totaux Carrière Denver    | 74 | 865 | 3 822   | 4,4     | 36      | 79      | 647   | 8,2                  | 5                    | 11                   | 2                    |  |         |         |
| Totaux Carrière Baltimore | Totaux Carrière Baltimore | 24 | 54  | 245     | 4,5     | 1       | 13      | 80    | 6,2                  | 0                    | 2                    | 0                    |  |         |         |
| Totaux Carrière NFL       | Totaux Carrière NFL       | 98 | 919 | 4 067   | 4,4     | 37      | 92      | 727   | 7,9                  | 5                    | 13                   | 2                    |  |         |         |

| Année               | Équipe              | MJ |     | Courses | Courses | Courses | Courses |       | Passes réceptionnées | Passes réceptionnées | Passes réceptionnées | Passes réceptionnées |  | Fumbles | Fumbles |
| Année               | Équipe              | MJ | Nb. | Yards   | Moy.    | TD      | Nb.     | Yards | Moy.                 | TD                   | Nb.                  | Perdus               |  |         |         |
| 2000                | Broncos de Denver   | 1  | 15  | 40      | 2,7     | 0       | 2       | 10    | 5                    | 0                    | 0                    | 0                    |  |         |         |
| 2003                | Broncos de Denver   | 1  | 0   | 0       | 0       | 0       | 0       | 0     | 0                    | 0                    | 0                    | 0                    |  |         |         |
| 2005                | Broncos de Denver   | 2  | 28  | 105     | 3,8     | 3       | 4       | 25    | 6,3                  | 0                    | 0                    | 0                    |  |         |         |
| 2006                | Ravens de Baltimore | 1  | 4   | 18      | 4,5     | 0       | 1       | 6     | 1                    | 0                    | 0                    | 0                    |  |         |         |
| Totaux Carrière NFL | Totaux Carrière NFL | 5  | 44  | 149     | 3,5     | 3       | 7       | 41    | 5,9                  | 0                    | 0                    | 0                    |  |         |         |

## Palmarès
- Meilleur joueur offensif rookie NFL de la saison 2000.